# Festival de Cinema Nits Negres de Tallinn
Festival de Cinema Nits Negres de Tallinn o PÖFF (en estonià: Pimedate Ööde Filmifestival), conegut internacionalment com Tallinn Black Nights Film Festival, és un festival de cinema anual que se celebra des de 1997 a Tallinn, capital d'Estònia. El PÖFF és l'únic festival del nord d'Europa o de la regió bàltica amb l'acreditació de la FIAPF (Federació Internacional d'Associació de Productors de Cinema) per organitzar un programa de llargmetratges competitius internacionals, que el situa al costat de 14 festivals mundials competitius no especialitzats, inclosos Berlín, Canes, Venècia, Karlovy Vary, Varsòvia, i San Sebastià. Amb més de 250 llargmetratges i més de 250 curtmetratges i animacions de 80 països (2018) projectats, i una assistència de més de 80.000 persones (2018), PÖFF és un dels festivals de cinema més grans del nord d'Europa. El festival, els seus subfestivals i la plataforma de la indústria audiovisual Industry@Tallinn van acollir uns 1.200 professionals del cinema i periodistes el 2018.
Simultàniament al festival hi ha Industry@Tallinn i el Baltic Event Co-Production Market, la reunió de la indústria audiovisual més gran de la regió. Industry@Tallinn consisteix en el punt de trobada internacional de vendes i distribuïdors; l'European Genre Forum, un camp creatiu per a professionals del gènere que promou el desenvolupament de projectes i competències; i dos panells de treballs en curs, les presentacions de properes pel·lícules regionals dels països bàltics, finlandesos i antics de la CEI, i projeccions internacionals que van des d'Àsia fins a Amèrica Llatina. Per al 2017, el festival s'ha associat amb el Ministeri de Cultura d'Estònia per coorganitzar i co-comisariar la Conferència de la Presidència de la Unió Europea d'Estònia Pictured Futures: Connecting Content, Tech & Policy In Audiovisual Europe.
A més, hi participen dos subfestivals simultàniament amb la programació principal: Festival de Cinema Infantil i Juvenil Just Film, i PÖFF Shorts, dedicat a curtmetratges i animacions. BNFF també organitza dos esdeveniments més petits fora de temporada: l'únic esdeveniment de cinema de gènere als països bàltics Festival de Cinema de Terror i Fantasia de Haapsalu que té lloc a l'abril de cada any i el Tartu Love Film Festival tARTuFF, que té lloc a l'agost.

## Història
A partir de l'any 1997 amb 4.500 assistents, el PÖFF va ser originalment principalment un aparador de pel·lícules nòrdiques, però a mesura que el festival va créixer, va ampliar dramàticament la seva visió general. Avui PÖFF és la trobada cinematogràfica més gran del nord d'Europa. Durant la seva 19a edició l'any 2015, el festival va projectar més de 600 pel·lícules (incloent-hi més de 250 llargmetratges de 80 països), amb més de 900 projeccions a un públic de més de 80.000 persones, incloent més de 700 convidats i periodistes acreditats de 50 països. El 2010 el festival va acollir la cerimònia de lliurament dels Premis del Cinema Europeu a Tallinn, i el 2015 es va celebrar la conferència del Fòrum del Cinema Europeu en col·laboració amb la Comissió Europea. PÖFF va ser reconegut per la FIAPF el 2011 i es va convertir en un festival de primer nivell el 2014, convertint-lo en el primer festival del nord d'Europa a obtenir una acreditació de Festival de llargmetratges competitius, unint-se només a 14 festivals més importants del món.

## Premis

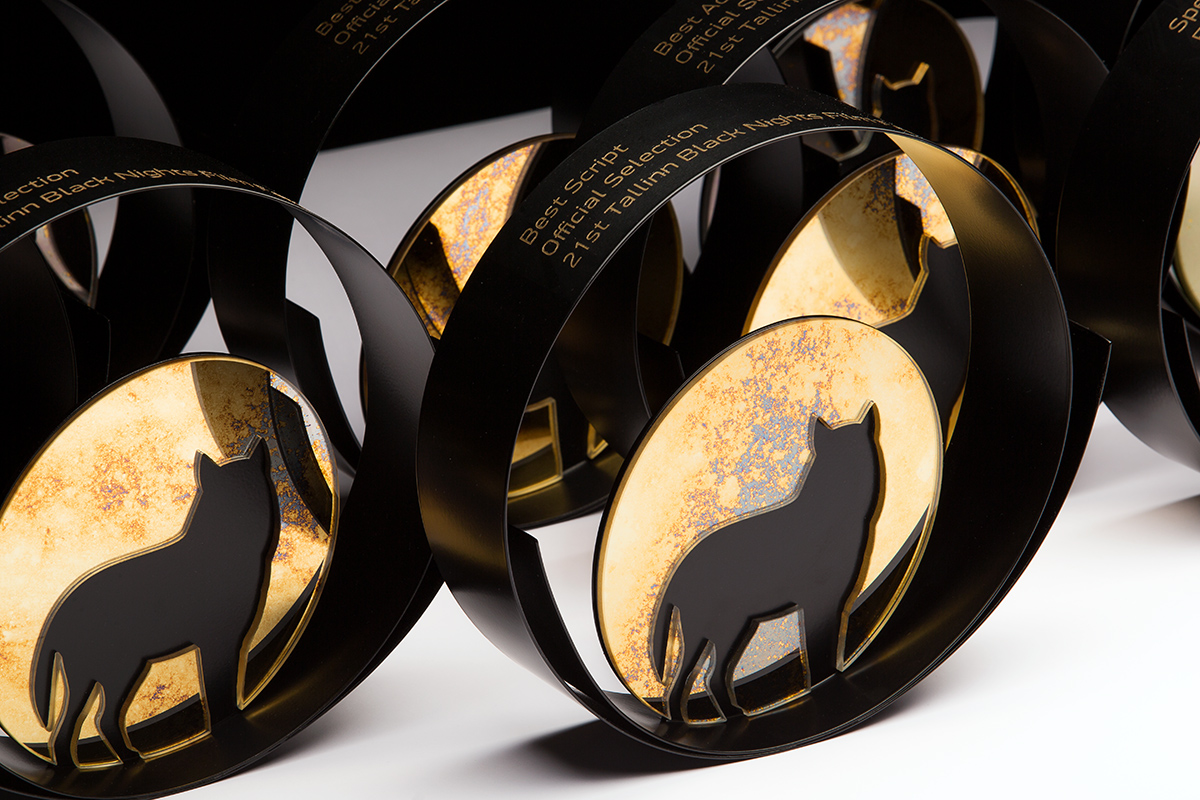
Premis entregats el 2017

### Selecció oficial
- Gran Premi a la Millor Pel·lícula
- Premi del jurat al millor director
- Premi del Jurat al Millor Guió
- Premi del jurat a la millor actriu
- Premi del jurat al millor actor
- Premi del jurat al millor director de fotografia
- Premi del Jurat a la Millor Música
- Premi del jurat de la Federació Internacional de Crítics de Cinema (FIPRESCI)
- Premi Cross Religion presentat pels líders espirituals de les congregacions més grans d'Estònia

### Premis addicionals per a llargmetratges
- Premi del Públic
- Premi Rebel amb una causa
- Premi a la millor pel·lícula asiàtica del jurat de Xarxa per a la Promoció del Cinema asiàtic (NETPAC)
- Premi Bruno O'ya
- Premi a l'èxit de tota la vida

## Principals premis

### De 1998 a 2007
| Edició | Gran Premi                                      | Premi del public                                    | Premi dels Crítics de Cinema Estonians           | Refs. |
| 1998   | -                                               | Gat negre, gat blanc · d’Emir Kusturica             | Festen · de Thomas Vinterberg                    |       |
| 1999   | -                                               | Ghost Dog: The Way of the Samurai · de Jim Jarmusch | Adieu, plancher des vaches ! · d’Otar Iosseliani |       |
| 2000   | -                                               | Dancer in the Dark · de Lars von Trier              | Bad ma ra khahad bord · d'Abbas Kiarostami       |       |
| 2001   | -                                               | Amélie · de Jean-Pierre Jeunet                      | -                                                |       |
| 2002   | -                                               | Hable con ella · de Pedro Almodóvar                 | The Magdalene Sisters · de Peter Mullan          | [ 5 ] |
| 2003   | -                                               | Nousukausi · de Johanna Vuoksenmaa                  | Uzak · de Nuri Bilge Ceylan                      |       |
| 2004   | Shiza · de Gulshat Omarova                      | Bin-jip · de Kim Ki-duk                             | Bin-jip · de Kim Ki-duk                          |       |
| 2005   | Shanghay Dreams · de Wang Xiaoshuai             | Hwal · de Kim Ki-duk                                | Garpastum · d'Aleksei Alekseivitx German         | [ 6 ] |
| 2006   | AzulOscuroCasiNegro · de Daniel Sánchez Arévalo | Elsa y Fred · de Marcos Carnevale                   | Taxidermia · de György Pálfi                     | [ 7 ] |
| 2007   | Takva · d'Özer Kızıltan                         | 2 Days in Paris · de Julie Delpy                    | Sügisball · de Veiko Õunpuu                      | [ 8 ] |

### De 2008 ençà
| Edició | Gran Premi                               | Premi del public                                             | Premi especial del jurat                                                         | Premi FIPRESCI                                                        | Refs.         |
| ------ | ---------------------------------------- | ------------------------------------------------------------ | -------------------------------------------------------------------------------- | --------------------------------------------------------------------- | ------------- |
| 2008   | Hunger · de Steve McQueen                | El lluitador · de Darren Aronofsky                           | Vals Im Bashir · d'Ari Folman                                                    | Aja meistrid · de Mait Laas                                           | [ 9 ] [ 10 ]  |
| 2009   | Ajami · de Scandar Copti i Yaron Shani   | Guilt · de Vassílis Mazoménos                                | Nuntă în Basarabia · de Napoleon Helmis                                          | Disko ja tuumasõda · de Jaak Kilmi                                    | [ 11 ]        |
| 2010   | Stxaste moe · de Serguí Loznítsia        | Toilet · de Naoko Ogigami                                    | Son of Babylon · de Mohamed Al-Daradji                                           | Püha Tõnu kiusamine · de Veiko Õunpuu                                 | [ 12 ] [ 13 ] |
| 2011   | Una vida simple · d'Ann Hui              | The External World · de David O'Reilly                       | Una vida simple · d'Ann Hui                                                      | Barzakh · de Mantas Kvedaravičius                                     | [ 14 ]        |
| 2012   | Dom s baixenkoi · d'Eva Neymann          | Oh Boy · de Jan-Ole Gerster                                  | Halimin put · d'Arsen Anton Ostojić                                              | Dotx · d'Aleksandr Kasatkin i Natalia Nazarova                        | [ 15 ]        |
| 2013   | La grande bellezza · de Paolo Sorrentino | Alabama Monroe · de Felix van Groeningen                     | Jiao you · de Tsai Ming-liang · Paradjanov de Serge Avedikian · i Olena Fetisova | Hross í oss · de Benedikt Erlingsson                                  | [ 16 ]        |
| 2014   | Lucifer · de Gust Van den Berghe         | El que fem a les ombres · de Jemaine Clement i Taika Waititi | --                                                                               | Emrooz · de Reza Mirkarimi                                            | [ 17 ]        |
| 2015   | Sado · de Lee Joon-ik                    | Nakhodka · de Viktor Dement                                  | V luchakh solntsa · de Vitali Manski                                             | Nacimiento · de Martín Mejís Rugeles                                  | [ 18 ]        |
| 2016   | Lev shaket meod · de Eitan Anner         | Dama pik · de Pavel Lungin                                   | Reza a Lenda · de Homero Olivetto                                                | Suave el aliento · de Augusto Sandino                                 | [ 19 ]        |
| 2017   | Tunku kyrsyk · de Temirbek Birnazarov    | Tulipani: Liefde, eer en een fiets · de Mike van Diem        | Martesa · de Blerta Zeqiri                                                       | Martesa · de Blerta Zeqiri                                            | [ 20 ]        |
| 2018   | Niña errante · de Rubén Mendoza          | Wilkołak · de Adrian Panek · The Guest · de Hady el Bagoury  | Når jeg faller · de Magnus Meyer Arnesen · Cronofobia · de Francesco Rizzi       | Koli padaiut dereva · de Maríssia Nikitiuk                            | [ 21 ]        |
| 2019   | Kontora · d’Anshul Chauhan               | Shabi ke mah kamel shod · de Narges Abyar                    | --                                                                               | Looted · deRene van Pannevis                                          | [ 22 ]        |
| 2020   | Strah · d’Ivailo Hristov                 | Hüvasti, NSVL · de Lauri Randla                              | --                                                                               | Sententia · de Dmitri Rudakov                                         | [ 23 ] [ 24 ] |
| 2021   | Lieber Thomas · d’Andreas Kleiner        | --                                                           | Une femme du monde · de Cécile Ducrocq                                           | Inni ludzie · de Aleksandra Terpińska                                 | [ 25 ]        |
| 2022   | Á Ferð með Mömmu · d’Hilmar Oddsson      | --                                                           | Amar Colony · de Siddharth Chauhan · Pelican · de Filip Heraković                | Upon entry (L'arribada) · de Alejandro Rojas i Juan Sebastián Vásquez | [ 26 ]        |
| 2023   | Misericòrdia · d’Emma Dante              | Once Again (for the very first time) de Boaz Yakin           | Mo Mamma · d’Eeva Mägi                                                           | Falling into Place · d'Aylin Tezel                                    | [ 27 ]        |